# Grzyby kantarelloidalne

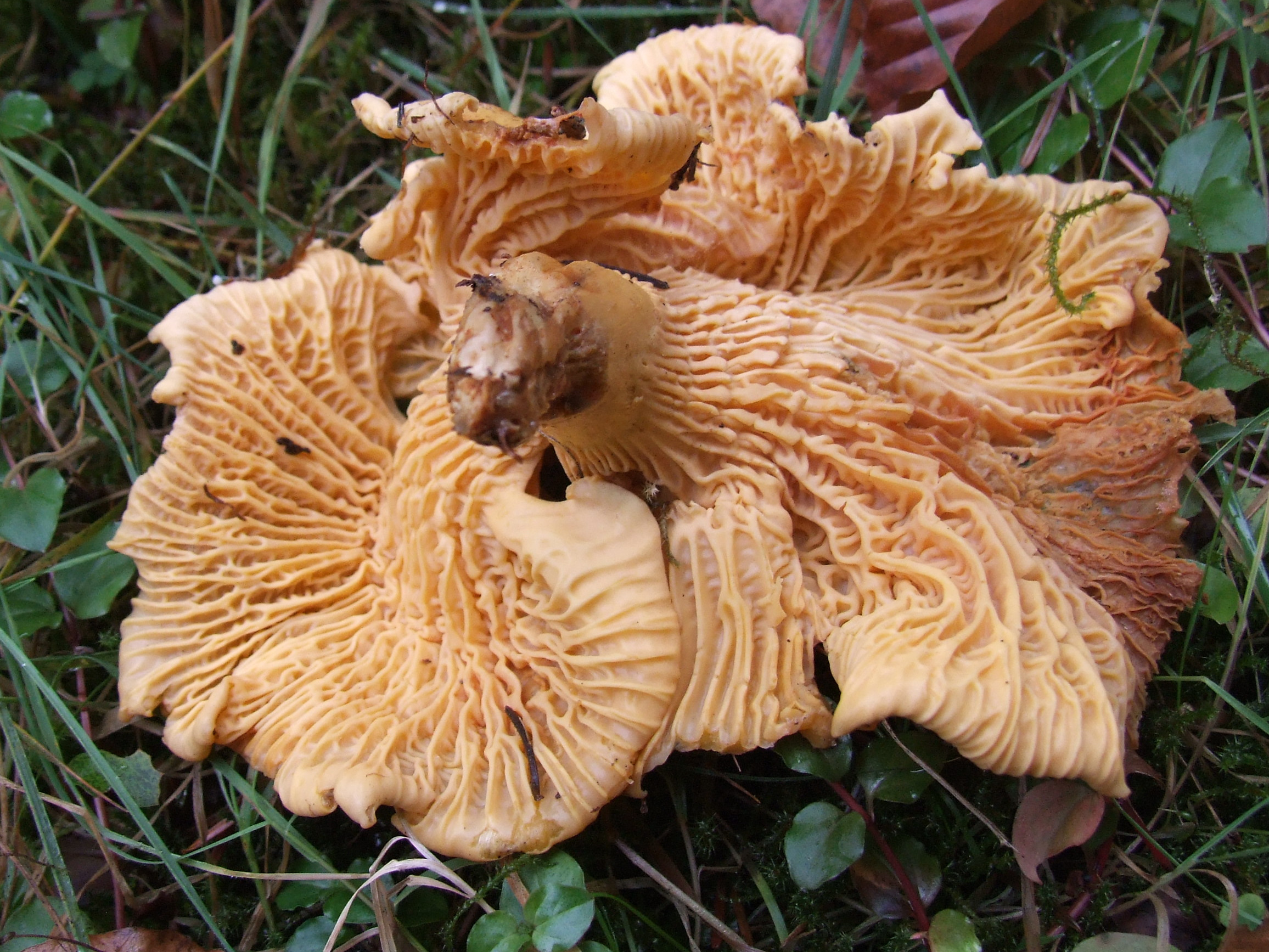
Pieprznik ametystowy

Grzyby kantarelloidalne (ang. cantharelloid fungi, chanterelles) – nieformalna morfologiczno-biologiczna grupa grzybów z typu podstawczaków, wytwarzająca owocniki złożone z trzonu i kapelusza o hymenoforze składającym się z anastomozujących listewek lub fałdek. Wyjątek stanowi Craterellus, którego hymenofor nie anastomozuje i jego owocnik ma trąbkowaty kształt. Podobnie zbudowane są grzyby poliporoidalne, ale mają hymenofor poroidalny. Pod względem trofizmu są to grzyby mykoryzowe lub saprotrofy.
Grzyby kantarelloidalne są jedną z podgrup grzybów afylloporoidalnych. Nazwa grupy pochodzi od rodzaju Cantharellus (pieprznik), do którego dawniej zaliczano liczne gatunki grzybów o tej budowie. Obecnie należą one do rodzajów: Cantharellus, Hygrophoropsis, Dichantharellus, Gomphus, Hygrophoropsis, Leptoglossum, Pseudocraterellus, Pterygellus, Trogia.